# Зека, Црвенкапа и Лотар Матеус
Зека, Црвенкапа и Лотар Матеус је  српски ТВ филм из 2000. године. Сценарио за филм је написао Миленко Заблаћански, који је уједно и режирао филм и глумио у њему.

## Улоге
| Глумац              | Улога                             |
| ------------------- | --------------------------------- |
| Миленко Заблаћански | директов тв станице               |
| Владан Савић        | независни синдикат                |
| Александар Дунић    | гробарски синдикат                |
| Јанош Тот           | педофил, уредник дечијег програма |
| Драган Вујић        |                                   |
| Јелена Ступљанин    | директорка синдиката              |